# Allophylus aldabricus
Allophylus aldabricus ist eine Pflanzenart aus der Unterfamilie Sapindoideae innerhalb der Familie der Seifenbaumgewächse. Dieser Endemit kommt nur auf der Aldabra-Gruppe vor.

## Beschreibung

### Vegetative Merkmale
Allophylus aldabricus ist ein Strauch oder kleiner Baum, der eine Wuchshöhe von 4 Metern erreicht. Von den dreizähligen, verkehrt-eiförmige Laubblättern sind die größten bis zu 7 Zentimeter lang.

### Generative Merkmale
Der ährige Blütenstand enthält sitzende, winzigen Blüten. Die kahlen, bei Reife orange-roten Früchte sind bei einer Länge von bis zu 6 Millimetern eiförmig.

## Vorkommen und Lebensraum
Allophylus aldabricus kommt auf den zur Aldabra-Gruppe gehörenden Atollen Aldabra und Cosmoledo sowie auf den Inseln Assomption und Astove vor. Die Art ist ein Bestandteil des gemischten Buschlandes im Binnenland. 

## Status
Aufgrund des sehr kleinen Verbreitungsgebietes wird Allophylus aldabricus von der IUCN in die Kategorie „gefährdet“ (vulnerable) klassifiziert. Auf Assomption wurde Phosphat und Guano abgebaut und auf den anderen Inseln wurden bis zu einem gewissen Grad Rodungen für die Schaffung von Kokospalmen- und Kasuarinenplantagen durchgeführt.

## Taxonomie
Allophylus aldabricus wurde 1909 durch Ludwig Adolph Timotheus Radlkofer in Sitzungsberichte der mathematisch-physikalischen Classe der Königlichen Bayerischen Akademie der Wissenschaften zu München 1908 Band 38 Seite 218, 236 erstbeschrieben.